# Мутон, Александр
Александр Мутон (англ. Alexandre Mouton; 19 ноября 1804, округ Лафейетт, Луизиана — 12 февраля 1885, около Лафейетта, Луизиана) — американский политик, сенатор США и 11-й губернатор Луизианы.

## Биография

### Ранние годы
Александр Мутон родился на территории племени Атакапа (ныне округ Лафайетт) на богатой плантации. Его родители были акадцами. Он проявлял интерес к античности и окончил Джорджтаунский университет, где изучал право. В 1825 году Мутона приняли в коллегию адвокатов, после чего он занялся адвокатской практикой в округе Лафайетт. Он женился на Зелии Руссо, внучке губернатора Жака Дюпре, и у них родилось 13 детей. В 1829 году, после смерти Зелии, Мутон женился на Эмме Китчелл Гарднер, которая родила ему ещё шестерых детей.

### Политическая карьера
С 1827 по 1832 год Мутон был членом Палаты представителей Луизианы, в том числе в 1831—1832 годах — её спикером. Он был членом коллегии выборщиков от Демократической партии на выборах Президента США в 1828, 1832 и 1836 годах. В 1830 году он неудачно баллотировался в Конгресс США, а в 1836 году вновь стал членом Палаты представителей Луизианы.
В 1837 году Мутон был избран в Сенат США, чтобы заполнить образовавшуюся вакансию в связи с отставкой Александра Портера. Затем Мутон был переизбран на полный срок и служил в этой должности с 12 января 1837 года до своей отставки 1 марта 1842 года. Во время пребывания в Сенате он был председателем Комитета по сельскому хозяйству (26-й Конгресс).
С 1843 по 1846 года Мутон был губернатором Луизианы. Чтобы уменьшить дефицит бюджета и оплатить обязательства по облигациям, но в то же время не поднимать налоги, Мутон снизил бюджетные расходы, продал активы и имущество штата, в том числе пароходы, оснастку и рабов, которые использовались предыдущим губернатором Ромэном для транспортировки по Ред-Ривер. Он поддержал призыв к созыву Конституционного конвента, а также выступил за всеобщие выборы всех чиновников штата и большинства судей. В 1845 году была принята новая конституция штата, согласно которой была введена выборность губернаторов всенародным голосованием. Также были введены должности вице-губернатора, инспектора образования, библиотекаря штата, и учреждена система государственных школ.
В 1852 году Мутон занимал пост президента Юго-западных железных дорог, а в 1860 году был делегатом Национального съезда Демократической партии.

### Гражданская война и последние годы
Мутон был активным сторонником Конфедерации, пожертвовав большую часть своего богатства на общее дело. В 1861 году он был председателем съезда по отделению Луизианы от Союза. После войны Мутон удалился на свою плантацию.
Александр Мутон умер 12 февраля 1885 года около Вермильонвилля (ныне Лафайетт) и был похоронен на кладбище Сент-Джон в городе Лафейетт, штат Луизиана. Его сын, Альфред Мутон, стал генералом и погиб во время битвы при Мансфилде. Его дочь вышла замуж за генерал-майора КША Франклина Гарднера, а её старшая сестра стала его второй женой.